# Salkum (Washington)
Salkum es un área no incorporada ubicada en el condado de Lewis en el estado estadounidense de Washington.

## Geografía
Salkum se encuentra ubicado en las coordenadas 46°31′55″N 122°37′33″O / 46.53194, -122.62583.